# Креэль
Креэль (исп. Creel) — посёлок в Мексике, штат Чиуауа, входит в состав муниципалитета Бокойна. Численность населения, по данным переписи 2010 года, составила 5026 человек.

## История
26 мая 1907 года вблизи деревни индейцев тараумара Нарьячи была основана железнодорожная станция. Вокруг станции начал развиваться посёлок, который назвали в честь губернатора штата Чиуауа — Энрике Креэля Куильти.
В 2007 году Креэль был назван «магическим городком» для привлечения туристов.

## Фотографии

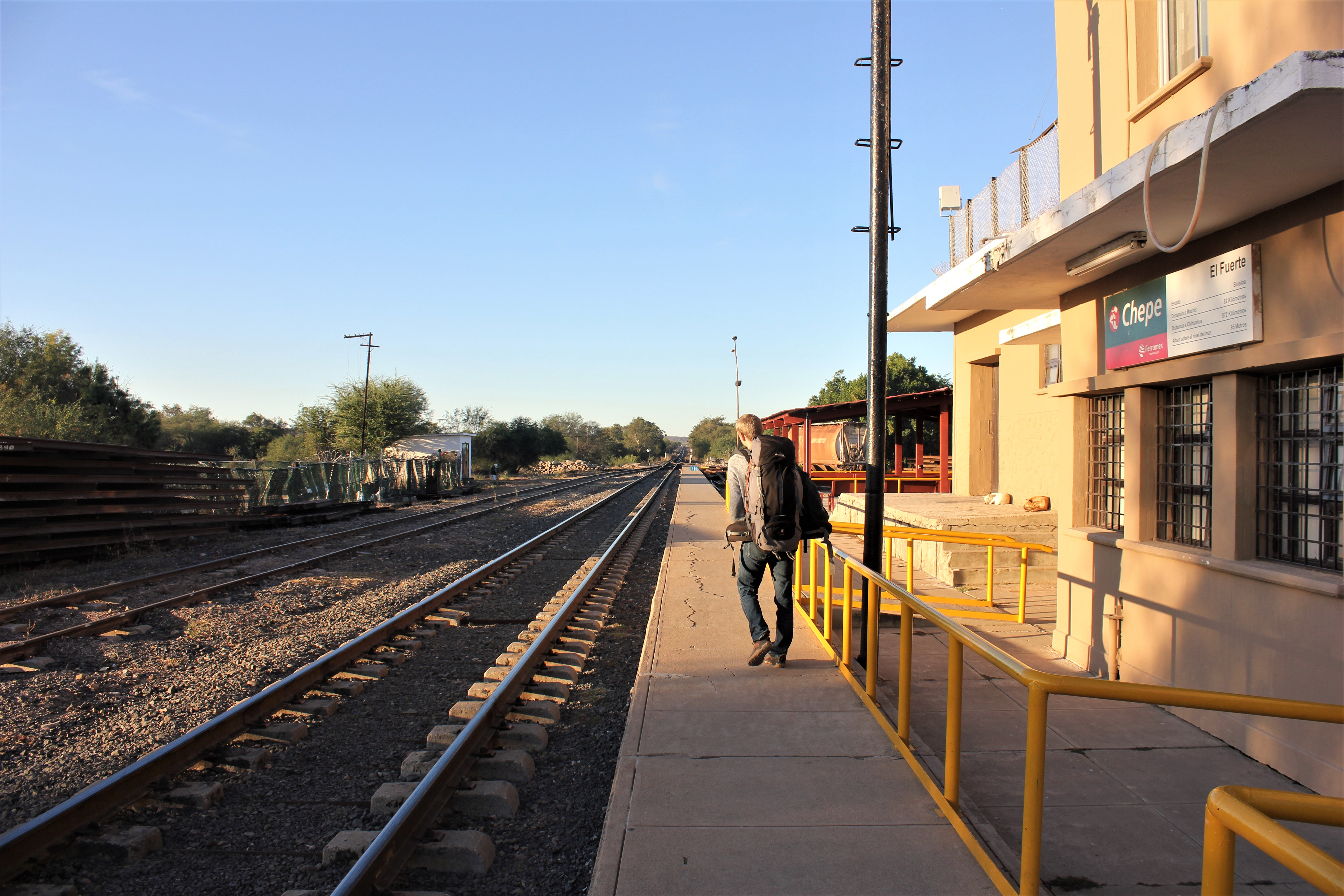
Ж/д станция в Креэле на линии Чиуауа — Тихий океан
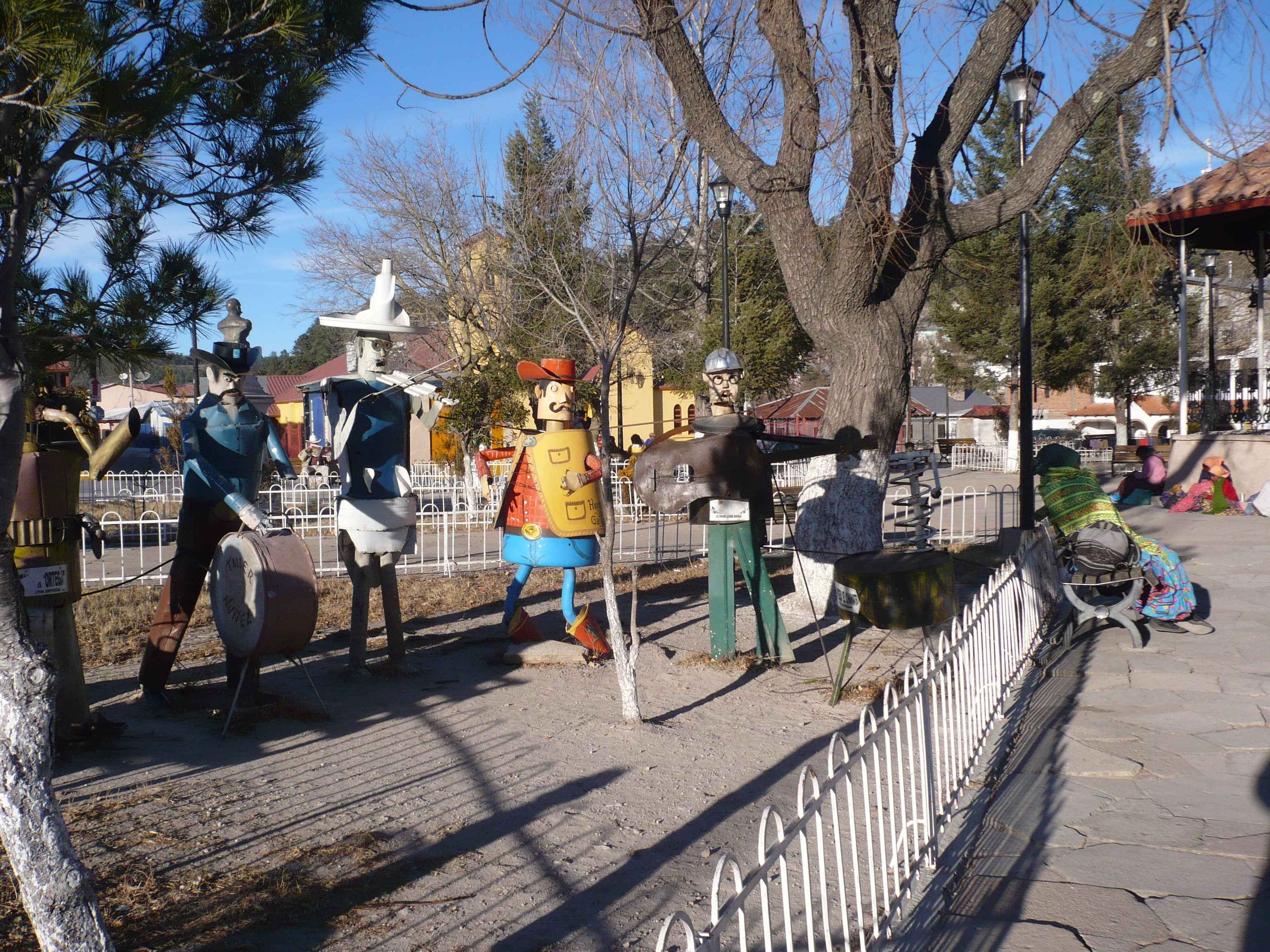
Композиция в центре посёлка